# دوكلاس هارتري
دوكلاس راينر هارتري (بالإنجليزية: Douglas Hartree) 1897 - 1958 كان عالم رياضيات وفيزياء بريطاني.
عُرف لتطويره التحليل الرقمي وتطبيقه للفيزياء الذرية.

## روابط خارجية
- دوكلاس هارتري على موقع الموسوعة البريطانية (الإنجليزية)